# Veaugues
Veaugues est une commune française, située dans le département du Cher en région Centre-Val de Loire.

## Géographie
Veaugues se situe au carrefour de trois régions naturelles : le Sancerrois et ses vignobles au nord-est ; la Champagne berrichonne, pays de grandes cultures, au sud ; enfin le Pays-Fort, alternance de bois et de cultures, au nord-ouest.

### Hydrographie et relief
La commune est traversée par le ruisseau de Planche-Godard, qui a ses sources dans les vallons de Sarry et Villedonné (commune de Neuvy-Deux-Clochers), et se jette dans la Vauvise à Saint-Bouize en compagnie du Boisseau.
Le sous-sol, essentiellement calcaire, est constitué de terrains datant du Jurassique supérieur. De nombreuses carrières souterraines de calcaire crayeux ont été exploitées jusque vers 1920 ; elles fournissaient des quartiers d’une pierre de qualité moyenne, souvent gélive, mais d’une extraction facile, très utilisée dans tout le Sancerrois.
La partie ouest de la commune est essentiellement occupée par un grand massif boisé qui se prolonge sur Montigny. Ces bois, en grande partie communaux, offrent une grande diversité d’espèces ligneuses, et notamment un alisier hybride, croisement naturel et fertile de l’alisier blanc et de l’alisier torminal. Cette richesse naturelle a valu à certaines parcelles d’être classées zones Natura 2000 au titre du plan local d'urbanisme de 2010, leur conférant ainsi en principe un statut de protection renforcée. Certaines parcelles ont été plantées en résineux (pin noir d'Autriche) dès la fin du XIXe siècle.

### Climat
Pour des articles plus généraux, voir Climat du Centre-Val de Loire et Climat du Cher.
En 2010, le climat de la commune est de type climat océanique dégradé des plaines du Centre et du Nord, selon une étude du CNRS s'appuyant sur une série de données couvrant la période 1971-2000. En 2020, Météo-France publie une typologie des climats de la France métropolitaine dans laquelle la commune est exposée à un climat océanique altéré et est dans la région climatique  Centre et contreforts nord du Massif Central, caractérisée par un air sec en été et un bon ensoleillement. 
Pour la période 1971-2000, la température annuelle moyenne est de 10,8 °C, avec une amplitude thermique annuelle de 15,5 °C. Le cumul annuel moyen de précipitations est de 799 mm, avec 11,4 jours de précipitations en janvier et 7,4 jours en juillet. Pour la période 1991-2020, la température moyenne annuelle observée sur la station météorologique la plus proche, située sur la commune d'Étréchy à 11 km à vol d'oiseau, est de 11,5 °C et le cumul annuel moyen de précipitations est de 794,9 mm,. Pour l'avenir, les paramètres climatiques de la commune estimés pour 2050 selon différents scénarios d'émission de gaz à effet de serre sont consultables sur un site dédié publié par Météo-France en novembre 2022.

## Urbanisme

### Typologie
Au 1er janvier 2024, Veaugues est catégorisée commune rurale à habitat dispersé, selon la nouvelle grille communale de densité à 7 niveaux définie par l'Insee en 2022.
Elle est située hors unité urbaine et hors attraction des villes,.

### Occupation des sols
L'occupation des sols de la commune, telle qu'elle ressort de la base de données européenne d’occupation biophysique des sols Corine Land Cover (CLC), est marquée par l'importance des territoires agricoles (69 % en 2018), une proportion sensiblement équivalente à celle de 1990 (69,1 %). La répartition détaillée en 2018 est la suivante : 
terres arables (56,6 %), forêts (28,7 %), prairies (6,4 %), cultures permanentes (3,4 %), zones agricoles hétérogènes (2,5 %), zones urbanisées (2,4 %).
L'évolution de l’occupation des sols de la commune et de ses infrastructures peut être observée sur les différentes représentations cartographiques du territoire : la carte de Cassini (XVIIIe siècle), la carte d'état-major (1820-1866) et les cartes ou photos aériennes de l'IGN pour la période actuelle (1950 à aujourd'hui).

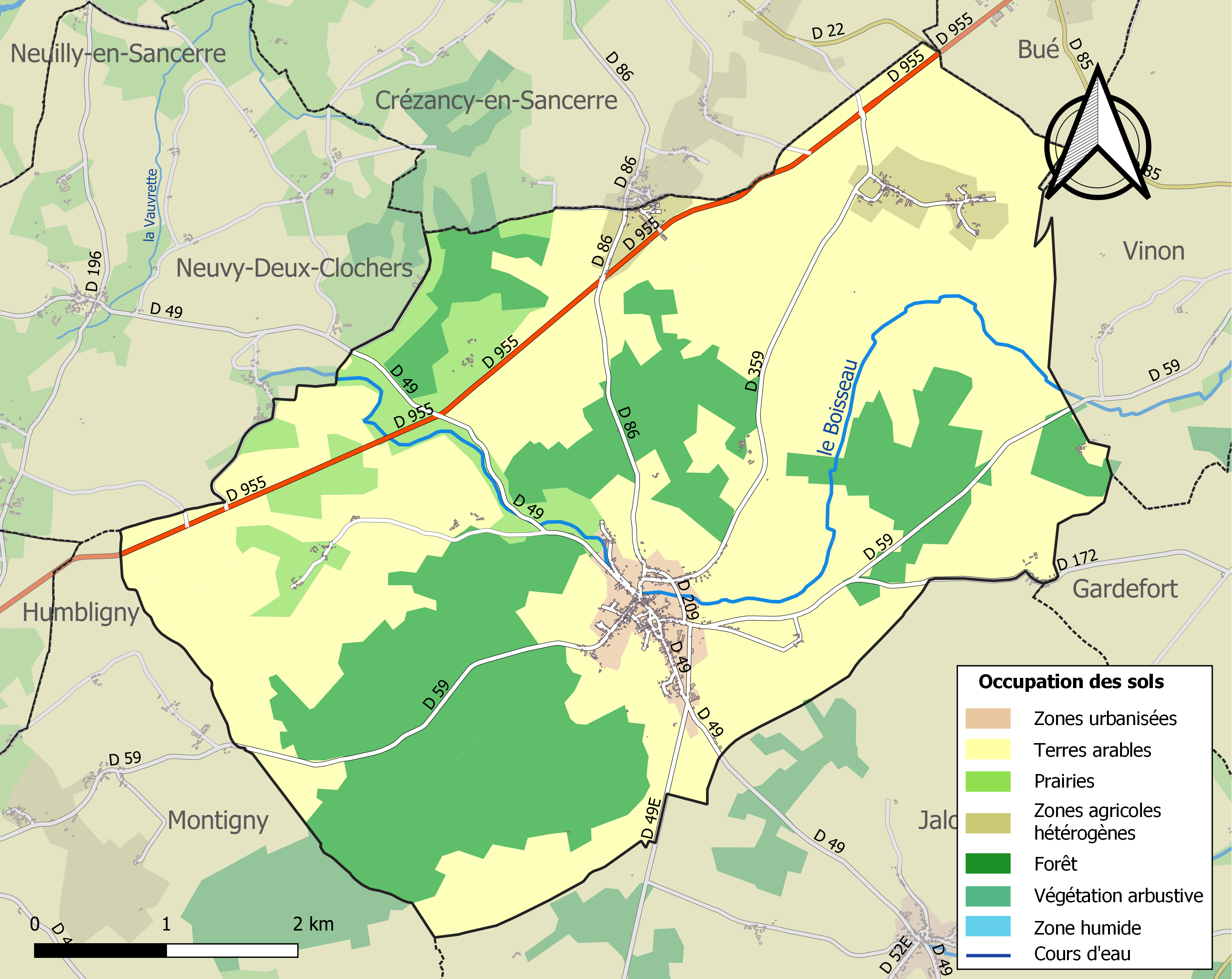
Carte des infrastructures et de l'occupation des sols de la commune en 2018 (CLC).

### Risques majeurs
Le territoire de la commune de Veaugues est vulnérable à différents aléas naturels : météorologiques (tempête, orage, neige, grand froid, canicule ou sécheresse), mouvements de terrains et séisme (sismicité faible). Il est également exposé à un risque technologique,  le transport de matières dangereuses. Un site publié par le BRGM permet d'évaluer simplement et rapidement les risques d'un bien localisé soit par son adresse soit par le numéro de sa parcelle.

#### Risques naturels

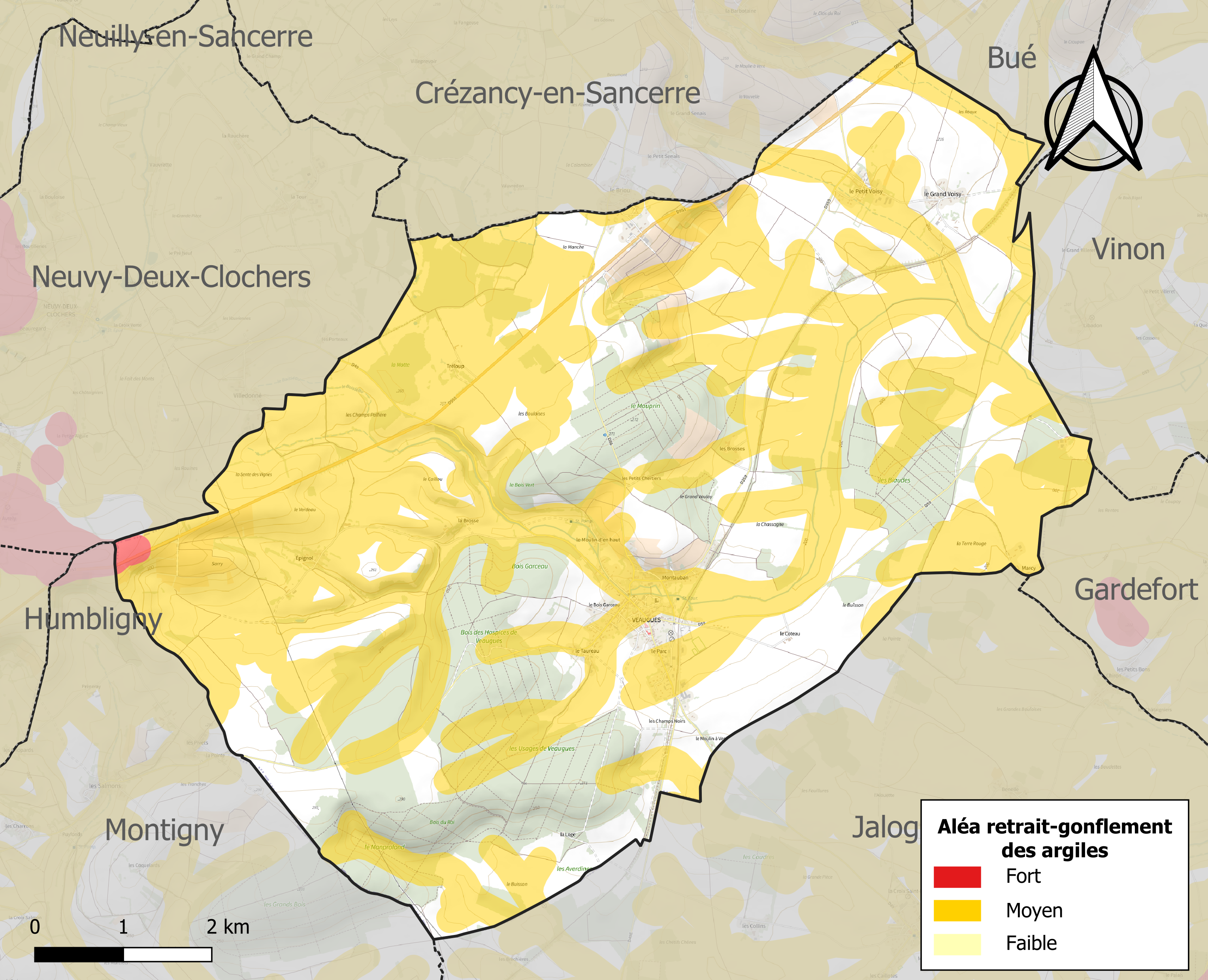
Carte des zones d'aléa retrait-gonflement des sols argileux de Veaugues.

La commune est vulnérable au risque de mouvements de terrains constitué principalement du retrait-gonflement des sols argileux. Cet aléa est susceptible d'engendrer des dommages importants aux bâtiments en cas d’alternance de périodes de sécheresse et de pluie. 59,9 % de la superficie communale est en aléa moyen ou fort (90 % au niveau départemental et 48,5 % au niveau national). Sur les 411 bâtiments dénombrés sur la commune en 2019, 297 sont en aléa moyen ou fort, soit 72 %, à comparer aux 83 % au niveau départemental et 54 % au niveau national. Une cartographie de l'exposition du territoire national au retrait gonflement des sols argileux est disponible sur le site du BRGM,.
Concernant les mouvements de terrains, la commune a été reconnue en état de catastrophe naturelle au titre des dommages causés par la sécheresse en 2018 et par des mouvements de terrain en 1999.

#### Risques technologiques
Le risque de transport de matières dangereuses sur la commune est lié à sa traversée par des infrastructures routières ou ferroviaires importantes ou la présence d'une canalisation de transport d'hydrocarbures. Un accident se produisant sur de telles infrastructures est en effet susceptible d’avoir des effets graves au bâti ou aux personnes jusqu’à 350 m, selon la nature du matériau transporté. Des dispositions d’urbanisme peuvent être préconisées en conséquence.

## Histoire

### De l'Antiquité au Moyen Âge
Les plus anciennes traces d’occupation à Veaugues remontent à l’époque gallo-romaine, avec la voie Bourges-Auxerre qui la borde sur sa partie Sud-Est sur plus de deux kilomètres. Cette voie, surnommée « Voie Jacques Cœur », peut-être parce que les marchands travaillant pour le célèbre Grand Argentier de Charles VII l’ont utilisée au XVe siècle, est encore bien visible, soit comme un chemin de terre, soit en tant que levée dans les champs. Un aqueduc gallo-romain longe la route venant de Neuvy, et termine sa course dans cette zone, sans qu’on sache ce qu’il desservait, peut-être une villa.
Près de la route départementale 59, juste avant d’arriver à la limite avec la commune de Montigny, se trouvent les traces d’une enceinte castrale, appelée le « Chétif-Château » ou le « château de Faye ». Elle consiste en un fossé circulaire délimitant une plateforme intérieure d’une cinquantaine de mètres de diamètre, probablement le siège d’une ancienne Seigneurie entre les Xe et XIVe siècles.

### XVIIesiècle
Un acte notarié du 18 juin 1653 mentionne, en qualité d'acheteur d'une parcelle de terre, un « Honnorable homme Mr Jacques Grangier Sieur de La Faix, demeurant au bourg de Montigny ». Il se pourrait donc que ce titre ait pour origine le sus-mentionné château de Faye.
Le point le plus bas du village, actuellement occupé par un établissement pour personnes handicapées, est probablement l’ancien siège de la Seigneurie de Veaugues. Sur le plan cadastral de 1823 se voient encore des fossés et une tour ou pigeonnier.

### XVIIIesiècle
Dans son testament, signé aux Porteaux le 16 octobre 1715, Antoine de Saugnac de la Garde, Seigneur des Porteaux et de Veaugues, demande à être inhumé dans la paroisse du lieu de son décès et laisse une somme de quarante livres à distribuer, en argent ou en blé, aux vieillards, aux veuves et aux orphelins les plus nécessiteux de cette paroisse. Il exprime le désir que son château des Porteaux ou celui de Veaugues soit converti en hôpital pour les pauvres : malades, vieillards, veuves et orphelins des paroisses de Veaugues et de Crézancy. Une personne pieuse, consacrée à Dieu, et que désignerait l'archevêque de Bourges, serait chargée d'installer des sœurs grises dans l'hospice.
L'hôpital est finalement aménagé dans son château de Veaugues, et cet établissement est doté de biens de rapport, notamment de bois. Antoine de Saugnac était un visionnaire, puisqu'il mourut peut-être assassiné, dès 1716.
En 1788, le « château », dont nous ne savons rien de la disposition, est démoli et remplacé par le bâtiment visible aujourd'hui. À l'époque géré par des religieuses, il sera plus tard connu sous les noms d’« aérium », puis de « préventorium », avant d’accueillir des colonies de vacances, puis enfin des personnes handicapées.

### XIXesiècle
Un incendie ayant ravagé le bas du bourg en 1829, il ne reste aucun bâtiment antérieur à cette époque, ou alors très profondément remaniés. Une demeure du centre-bourg présente des linteaux anciens à traces de meneaux, mais il semble qu’ils soient utilisés en réemploi.
C’est avec l’arrivée du chemin de fer à la fin du XIXe siècle que Veaugues connaîtra une expansion rapide qui lui donnera son visage actuel. La Compagnie du chemin de fer de Paris à Orléans (P-O) ouvre le 18 décembre 1893 sa ligne de Bourges à Cosne-sur-Loire, maillon d’un itinéraire stratégique destiné à relier les arsenaux du Sud-Ouest aux lignes de front de l’Est (l’Alsace et une partie de la Lorraine sont alors allemandes).

### XXeetXXIesiècles
Dès 1890 se construisent de nombreuses maisons neuves le long de l’avenue de la Gare, alors que beaucoup d’autres, au centre-bourg, sont totalement reconstruites durant le 1er quart du XXe siècle.
En 1906-1907 est ouverte la ligne à voie métrique Argent-La Guerche, exploitée par la Société générale des chemins de fer économiques (SE). Cette dernière construira à Veaugues des ateliers d’entretien qui, avec le personnel de route des deux compagnies, feront vivre jusqu’à quarante familles durant l’entre-deux-guerres.
Guidé par Pierre Paoli, et Erich Hasse un détachement allemand de la Sipo-SD de Bourges aidé de la Wehrmacht mene contre les maquisards présents dans les bois de Veaugues, une attaque huit résistants sont tombés, sous les balles le 19 mai 1944 et ainsi qu'un neuvième, le 9 juillet 1944,.
Comme en beaucoup d’endroits, le chemin de fer s’effacera devant la route : la ligne du « tacot » (S-E) ferme en 1948, et la « grande ligne » en 1966 ; un service de marchandises subsiste cependant entre Veaugues et Bourges jusqu’en 1987.
La place de Veaugues, depuis la reconstruction de l’église en 1891, connaîtra une suite de réaménagements successifs, qu’on peut suivre au travers des générations de cartes postales qui furent éditées jusque dans les années 1970. Sa configuration actuelle date de 2009.

## Politique et administration
| Période                                  | Période      | Identité        | Étiquette | Qualité                                        |
| ---------------------------------------- | ------------ | --------------- | --------- | ---------------------------------------------- |
| avril 2014                               | juillet 2020 | Sophie Chestier | DVD       | Sans profession déclarée                       |
| juillet 2020                             | En cours     | Jean-Yves Pelé, |           | Cadre administratif et commercial d'entreprise |
| Les données manquantes sont à compléter. |              |                 |           |                                                |

## Démographie
L'évolution du nombre d'habitants est connue à travers les recensements de la population effectués dans la commune depuis 1793. Pour les communes de moins de 10 000 habitants, une enquête de recensement portant sur toute la population est réalisée tous les cinq ans, les populations de référence des années intermédiaires étant quant à elles estimées par interpolation ou extrapolation. Pour la commune, le premier recensement exhaustif entrant dans le cadre du nouveau dispositif a été réalisé en 2007.

En 2022, la commune comptait 605 habitants, en évolution de −7,49 % par rapport à 2016 (Cher : −2,48 %, France hors Mayotte : +2,11 %).
| 1793 | 1800 | 1806 | 1821 | 1831  | 1836 | 1841 | 1846 | 1851  |
| ---- | ---- | ---- | ---- | ----- | ---- | ---- | ---- | ----- |
| 831  | 825  | 774  | 907  | 1 002 | 989  | 969  | 994  | 1 039 |

| 1856  | 1861  | 1866  | 1872  | 1876  | 1881  | 1886  | 1891  | 1896  |
| ----- | ----- | ----- | ----- | ----- | ----- | ----- | ----- | ----- |
| 1 054 | 1 080 | 1 050 | 1 076 | 1 106 | 1 121 | 1 111 | 1 447 | 1 067 |

| 1901  | 1906  | 1911  | 1921  | 1926 | 1931  | 1936  | 1946 | 1954 |
| ----- | ----- | ----- | ----- | ---- | ----- | ----- | ---- | ---- |
| 1 002 | 1 018 | 1 080 | 1 011 | 939  | 1 026 | 1 028 | 945  | 813  |

| 1962 | 1968 | 1975 | 1982 | 1990 | 1999 | 2006 | 2007 | 2012 |
| ---- | ---- | ---- | ---- | ---- | ---- | ---- | ---- | ---- |
| 679  | 610  | 631  | 603  | 564  | 610  | 655  | 660  | 681  |

| 2017 | 2022 | - | - | - | - | - | - | - |
| ---- | ---- | - | - | - | - | - | - | - |
| 633  | 605  | - | - | - | - | - | - | - |

## Culture locale et patrimoine

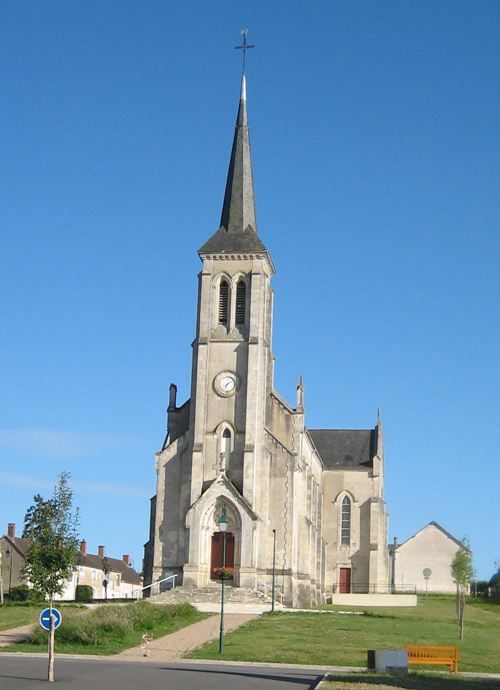
L'église de Veaugues.

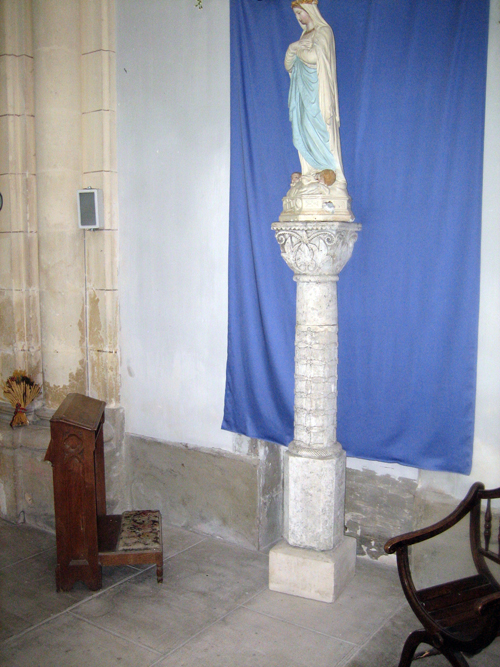
Colonne et chapiteau provenant de l'ancienne église de Veaugues.

### Lieux et monuments
- Église Saint-Aignan. L’église actuelle date de 1891, et a été entièrement rebâtie plus au sud de l’ancienne. Contrairement à la tradition qui veut que le chœur des églises soit orienté vers Jérusalem, d’où un axe est-ouest de la nef, l’église Saint-Aignan est orientée approximativement nord-sud. Elle occupe l’emplacement de l’ancien cimetière qui entourait l’église d’origine romane, plusieurs fois remaniée et démolie pour cause de vétusté en 1888. De l’ancienne église subsistent deux bénitiers de fonte datant d’environ 1500, dont l’un semble porter les armoiries de la famille de La Porte, seigneurs de Veaugues, et qui ont peut-être été fabriqués aux forges de la Motte-Cochon (Lugny-Champagne). Dans le chœur de l’église actuelle, on peut également voir une statue de la Vierge posée sur une colonne à chapiteau provenant de l’ancienne église.

- Château des Porteaux

### Personnalités liées à la commune
- Ernest Mingasson, maire de Veaugues, député du Cher
- Désiré Pinson, né à Veaugues en 1880, l'un des premiers photographes du Cher.